# Constant Ménager
Constant Ménager (Rouen, 15 de abril de 1889 - Amiens, 19 de diciembre de 1970) fue un ciclista francés que fue profesional entre 1907 y 1914 y 1919. Durante su carrera consiguió 2 victorias, una de ellas una etapa en el Tour de Francia de 1909. 

## Palmarés
- 1909
  - 1º en la Imola-Piacenza-Imola
  - Vencedor de una etapa en el Tour de Francia

## Resultados en el Tour de Francia
- 1907. Abandona (7ª etapa)
- 1908. Abandona (4ª etapa)
- 1909. 7º de la clasificación general y vencedor de una etapa
- 1910. 18º de la clasificación general
- 1911. 22º de la clasificación general
- 1912. Abandona (4ª etapa)
- 1913. Abandona (3ª etapa)
- 1914. 34º de la clasificación general
- 1919. Abandona (2ª etapa)